# Chile nos Jogos Olímpicos de Inverno de 1964
O Chile competiu nos Jogos Olímpicos de Inverno de 1964 em Innsbruck, Áustria.